# Eldsberga
Eldsberga is een plaats in Zweden, in de gemeente Halmstad in het landschap Halland en de provincie Hallands län. De plaats heeft 717 inwoners (2005) en een oppervlakte van 96 hectare.

## Verkeer en vervoer

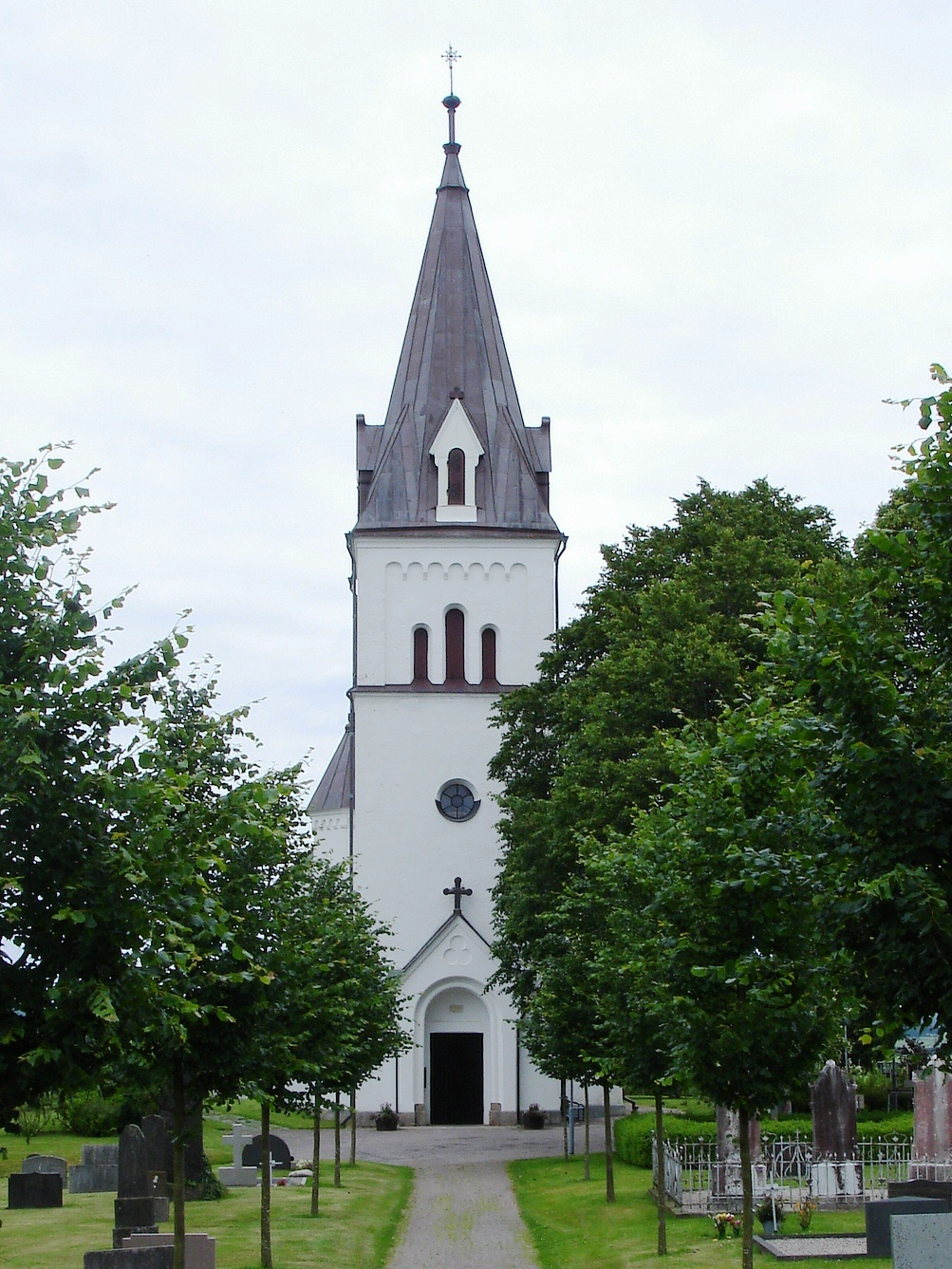
Kerk

Bij de plaats loopt de Riksväg 15.